# 普尔普
普爾普（？—1790年），額爾特肯氏，蒙古正黃旗人。清朝軍事將領。

## 生平
普爾普之父巴圖濟爾噶爾曾任杜爾伯特部宰桑，后歸降清軍，隸屬蒙古正黃旗，跟從出征準噶爾，討霍集占，皆立戰功，官至內大臣，賜騎都尉世職，圖形紫光閣。
乾隆二十九年，普爾普擔任藍翎侍衛、乾清門行走。乾隆三十三年，任三等侍衛。乾隆三十六年，跟從征戰緬甸，后升御前侍衛。乾隆三十六年，任公中佐領。次年，跟從定邊右將軍溫福進討金川。大軍在進攻達克蘇，其佔領對方關卡，阻斷對方回路。此後跟從參贊大臣豐昇額攻明郭宗，任領隊侍衛，偕巴雅爾取明郭宗南寨，加副都統銜。此後進攻進攻噶爾拉，經丫口，盡得敵軍關卡山寨。又與副都統海蘭察攻昔嶺，攻克兩座碉堡。之後與諸將攻斯達克拉、阿噶爾布里、碩藏噶爾山梁并成功攻克。后進攻色布色爾山梁，攻克十餘座碉堡，后授散秩大臣。當時敵軍偷襲副將常祿保，普爾普援擊獲勝；后與海蘭察合攻喇穆喇穆，又攻克該布達什諾木城、遜克爾宗等，得賜什勒瑪咳巴圖魯勇號。
乾隆四十一年，合諸軍圍噶拉依，其擔任右路，與海蘭察築壘逼克對方老巢。平定金川后，加三等奮勇男，世襲、任正紅旗護軍統領。乾隆四十一年，圖形紫光閣，列前五十功臣。授正紅旗護軍統領，正白旗滿洲副都統，賜雙眼花翎。乾隆四十三年，謁泰東陵，因離營住宿，奪雙眼花翎。此後林爽文叛亂，普爾普任領隊大臣，從將軍福康安赴台灣援嘉義，后解除圍困，攻克大里杙，并生擒林爽文、誅殺莊大田。台灣平定后，再圖形紫光閣，晉封二等男，襲一次，以三等男世襲。乾隆五十五年去世。

## 延伸阅读
[在维基数据编辑]
 《清史稿/卷331》，出自趙爾巽《清史稿》
 在维基共享资源阅览影像